# Ribčev Laz
Ribčev Laz (IPA: [ˈɾiːptʃɛu̯ ˈlas]) è un insediamento (naselje) di 155 abitanti, della municipalità di Bohinj nella regione statistica dell'Alta Carniola in Slovenia.
É un insediamento prevalentemente turistico. La chiesa locale è dedicata a Giovanni Battista.